# Buturugeni, Giurgiu
Buturugeni este satul de reședință al comunei cu același nume din județul Giurgiu, Muntenia, România. La recensământul din 2002 avea o populație de 2120 locuitori.